# Juan Alvarado y del Saz
Juan Alvarado y del Saz (Agüimes, 1856-Madrid, 1 de junio de 1935) fue un abogado y político español, fue ministro de Marina, de Hacienda, de Gracia y Justicia y de Estado durante el reinado de Alfonso XIII.

## Biografía
Nacido en Agüimes, isla de Gran Canaria, en 1856, y licenciado en Derecho en la Universidad Central, inició su carrera política en las filas posibilistas de Emilio Castelar y pasaría posteriormente a militar en el Partido Liberal de Sagasta.
Fue elegido diputado por la provincia de Huesca en las sucesivas elecciones celebradas entre 1886 y 1923. Ejerció de ministro de Marina entre el 6 de julio y el 30 de noviembre de 1906, en un gobierno presidido por José López Domínguez; entre el 21 de octubre de 1909 y el 9 de febrero de 1910 ocuparía la cartera de Hacienda en un gabinete presidido por Segismundo Moret. Volvería a formar parte de un gobierno, en este caso presidido por el conde de Romanones, ocupando la cartera de Gracia y Justicia entre el 11 de octubre de 1916 y el 19 de abril de 1917, fecha en la que pasaría a ocupar la cartera de ministro de Estado hasta el 11 de junio de 1917 bajo la presidencia de Manuel García Prieto.
Falleció en Madrid el sábado 1 de junio de 1935.